# European Nations Cup Derde Divisie 2004/06
De European Nations Cup Derde Divisie 2004/06 is het 5e seizoen van de Derde Divisie van de Europe Nations Cup, de op twee na en tevens het laagste niveau in de ENC.
De Derde Divisie bestaat uit 4 groepen (3A, 3B, 3C en 3D) waarvan de hoogste drie uit 5 landen bestaan en de laagste uit 2 landen. De Divisies A, B en C spelen een halve competitie waarna de kampioenen promoveren en de laatst geëindigde landen degraderen.
De twee landen in Divisie D spelen twee maal tegen elkaar waarna de winnaar over de twee wedstrijden promoveert naar Divisie 3C.
De eerste helft van het seizoen werd er gestreden om plaatsing voor het Wereldkampioenschap rugby 2007. De landen die na de tweede ronde waren uitgeschakeld werden geplaatst in de Derde Divisie voor de tweede helft van het seizoen.

## Seizoen 2004/05
In het eerste helft van het seizoen werd er, samen met de landen uit de Tweede Divisie gestreden om plaatsing voor het WK. De landen die niet meededen of na de tweede ronde niet meer meededen, deden in de tweede jaar van het seizoen mee in de Derde Divisie.
De volgende landen plaatste zich voor de Derde Divisie 2005/06
| Divisie 3A | Divisie 3A  | Divisie 3A        |            | Divisie 3B | Divisie 3B      | Divisie 3B  |                       | 3B/3C Play-offs | 3B/3C Play-offs | 3B/3C Play-offs |
| #          | Land        | Uitgeschakeld     | #          | Land       | Uitgeschakeld   | #           | Land                  | Uitgeschakeld   |                 |                 |
| 18         | Denemarken  | Play-offs ronde 2 | 23         | Slovenië   | R2: Groep A: 4e | 26          | Hongarije             | R2: Groep A: 5e |                 |                 |
| 19         | Zweden      | Play-offs ronde 2 | 24         | Litouwen   | R2: Groep C: 5e | 27          | Luxemburg             | R2: Groep B: 5e |                 |                 |
| 20         | Oostenrijk  | R2: Groep B: 4e   | 25         | Bulgarije  | R2: Groep D: 5e | 28          | Bosnië en Herzegovina | Ronde 1         |                 |                 |
| 21         | Zwitserland | R2: Groep D: 4e   |            |            |                 | 29          | Israël                | Ronde 1         |                 |                 |
| 22         | Letland     | R2: Groep C: 4e   |            |            |                 |             |                       |                 |                 |                 |
| Divisie 3C | Divisie 3C  | Divisie 3C        | Divisie 3D | Divisie 3D | Divisie 3D      | Debutanten* | Debutanten*           | Debutanten*     |                 |                 |
| #          | Land        | Uitgeschakeld     | #          | Land       | Uitgeschakeld   |             | Land                  | Groep           |                 |                 |
| 30         | Noorwegen   | Ronde 1           | 31         | Finland    | Ronde 1         |             | Armenië               | 3B/3C Play-offs |                 |                 |
|            |             |                   |            |            |                 |             | Azerbeidzjan          | 3B/3C Play-offs |                 |                 |
|            | Griekenland | Divisie 3D        |            |            |                 |             |                       |                 |                 |                 |

- * Hiermee wordt bedoeld de landen die niet hebben deelgenomen aan de kwalificatie.

### Divisie 3B-Divisie 3C Play-offs
Zes landen plaatste zich via de WK kwalificatie voor de play-offs om te bepalen welke twee landen naar Divisie 3B gaan en welke vier landen naar Divisie 3C gaan.

#### Eerste ronde
Thuis wedstrijden
| 16 april 2005 | Bosnië en Herzegovina | 36 - 17 | Azerbeidzjan | Zenica |
| 16 april 2005 |                       |         |              | Zenica |

| 7 mei 2005 | Israël | 15 - 47 | Armenië | Yerevan |
| 7 mei 2005 |        |         |         | Yerevan |

Uit wedstrijden
| 30 april 2005 | Azerbeidzjan | 11 - 8 (agg. 28 - 44) | Bosnië en Herzegovina | Baku |
| 30 april 2005 |              |                       |                       | Baku |

Bosnië en Herzegovina geplaatst voor de tweede ronde. Azerbeidzjan naar Divisie 3C
| 11 juni 2005 | Armenië | 31 - 12 (agg. 78 - 27) | Israël | Yerevan |
| 11 juni 2005 |         |                        |        | Yerevan |

Armenië geplaatst voor de tweede ronde. Israël naar Divisie 3C

#### Tweede ronde
Hongarije en Luxemburg stromen in.
| 24 september 2005 | Hongarije | 24 - 9 | Bosnië en Herzegovina | Esztergom |
| 24 september 2005 |           |        |                       | Esztergom |

Hongarije naar Divisie 3B. Bosnië en Herzegovina naar Divisie 3C
| 1 oktober 2005 | Luxemburg | 12 - 39 | Armenië | Cessange |
| 1 oktober 2005 |           |         |         | Cessange |

Armenië naar Divisie 3B. Luxemburg naar Divisie 3C

## Seizoen 2005/06

### Divisie 3A

#### Stand

##### Eindstand
| #  | Team        | GW | Win | Gel | Ver | Pnt | Voor | Tegen | Saldo |
| -- | ----------- | -- | --- | --- | --- | --- | ---- | ----- | ----- |
| 1. | Letland     | 4  | 4   | 0   | 0   | 12  | 86   | 18    | 68    |
| 2. | Zweden      | 4  | 3   | 0   | 1   | 10  | 67   | 28    | 39    |
| 3. | Zwitserland | 4  | 1   | 0   | 3   | 8   | 34   | 87    | -53   |
| 4. | Denemarken  | 4  | 1   | 0   | 3   | 6   | 24   | 37    | -13   |
| 5. | Oostenrijk  | 4  | 1   | 0   | 3   | 4   | 18   | 59    | -41   |

##### Legenda
| Kleur | Kwalificatie voor                  |
| ----- | ---------------------------------- |
|       | Kampioen, promotie naar Divisie 2B |
|       | Degradatie naar Divisie 3B         |

#### Wedstrijden
| 22 oktober 2005 | Letland | 18 - 5 | Zweden | Riga |
| 22 oktober 2005 |         |        |        | Riga |

| 5 november 2005 | Zweden | 16 - 4 | Denemarken | Helsingborg |
| 5 november 2005 |        |        |            | Helsingborg |

| 26 november 2005 | Letland | 42 - 6 | Zwitserland | Riga |
| 26 november 2005 |         |        |             | Riga |

| 3 december 2005 | Zwitserland | 8 - 7 | Denemarken | Avusy |
| 3 december 2005 |             |       |            | Avusy |

| 1 april 2006 | Denemarken | 0 - 8 | Letland | Odense |
| 1 april 2006 |            |       |         | Odense |

| 8 april 2006 | Denemarken | 13 - 5 | Oostenrijk | Fredericia |
| 8 april 2006 |            |        |            | Fredericia |

| 22 april 2006 | Zweden | 35 - 3 | Zwitserland | Göteborg |
| 22 april 2006 |        |        |             | Göteborg |

| 29 april 2006 | Oostenrijk | 3 - 11 | Zweden | Wenen |
| 29 april 2006 |            |        |        | Wenen |

| 6 mei 2006 | Oostenrijk | 3 - 17 | Zwitserland | Wenen |
| 6 mei 2006 |            |        |             | Wenen |

| 20 mei 2006 | Letland | 18 - 7 | Oostenrijk | Riga |
| 20 mei 2006 |         |        |            | Riga |

### Divisie 3B

#### Stand

##### Eindstand
| #  | Team      | GW | Win | Gel | Ver | Pnt | Voor | Tegen | Saldo |
| -- | --------- | -- | --- | --- | --- | --- | ---- | ----- | ----- |
| 1. | Armenië   | 4  | 4   | 0   | 0   | 12  | 141  | 42    | 99    |
| 2. | Hongarije | 4  | 2   | 0   | 2   | 8   | 67   | 64    | 3     |
| 3. | Litouwen  | 4  | 2   | 0   | 2   | 8   | 94   | 69    | 25    |
| 4. | Bulgarije | 4  | 1   | 0   | 3   | 6   | 61   | 158   | -97   |
| 5. | Slovenië  | 4  | 1   | 0   | 3   | 6   | 54   | 84    | -30   |

##### Legenda
| Kleur | Kwalificatie voor          |
| ----- | -------------------------- |
|       | Promotie naar Divisie 3A   |
|       | Degradatie naar Divisie 3C |

#### Wedstrijden
| 8 oktober 2005 | Slovenië | 12 - 15 | Hongarije | Ljubliana |
| 8 oktober 2005 |          |         |           | Ljubliana |

| 29 oktober 2005 | Litouwen | 65 - 12 | Bulgarije | Vilnius |
| 29 oktober 2005 |          |         |           | Vilnius |

| 11 november 2005 | Armenië | 57 - 17 | Bulgarije |  |
| 11 november 2005 |         |         |           |  |

| 26 november 2005 | Bulgarije | 27 - 14 | Slovenië | Sofia |
| 26 november 2005 |           |         |          | Sofia |

| 22 april 2006 | Bulgarije | 5 - 22 | Hongarije | Sofia |
| 22 april 2006 |           |        |           | Sofia |

| 29 april 2006 | Hongarije | 13 - 24 | Armenië | Esztergom |
| 29 april 2006 |           |         |         | Esztergom |

| 6 mei 2006 | Slovenië | 22 - 0 | Litouwen | Ljubliana |
| 6 mei 2006 |          |        |          | Ljubliana |

| 13 mei 2006 | Armenië | 42 - 6 | Slovenië | Boedapest |
| 13 mei 2006 |         |        |          | Boedapest |

| 27 mei 2006 | Hongarije | 17 - 23 | Litouwen | Boedapest |
| 27 mei 2006 |           |         |          | Boedapest |

| 4 juni 2006 | Litouwen | 6 - 18 | Armenië | Šiauliai |
| 4 juni 2006 |          |        |         | Šiauliai |

### Divisie 3C

#### Stand

##### Eindstand
| #  | Team                  | GW | Win | Gel | Ver | Pnt | Voor | Tegen | Saldo |
| -- | --------------------- | -- | --- | --- | --- | --- | ---- | ----- | ----- |
| 1. | Noorwegen             | 4  | 4   | 0   | 0   | 12  | 120  | 49    | 71    |
| 2. | Luxemburg             | 4  | 3   | 0   | 1   | 10  | 78   | 38    | 40    |
| 3. | Israël                | 4  | 2   | 0   | 2   | 8   | 97   | 52    | 45    |
| 4. | Bosnië en Herzegovina | 4  | 1   | 0   | 3   | 6   | 67   | 104   | -37   |
| 5. | Azerbeidzjan          | 4  | 0   | 0   | 4   | 4   | 20   | 139   | -119  |

##### Legenda
| Kleur | Kwalificatie voor          |
| ----- | -------------------------- |
|       | Promotie naar Divisie 3B   |
|       | Degradatie naar Divisie 3D |

### Divisie 3D
| 14 mei 2006 | Griekenland | 12 - 17 | Finland | Athene |
| 14 mei 2006 |             |         |         | Athene |

| 28 mei 2006 | Finland | 27 - 0 (agg. 44 - 12) | Griekenland | Hensilki |
| 28 mei 2006 |         |                       |             | Hensilki |

| Promotie naar Divisie 3C |
| ------------------------ |
| FINLAND                  |